# لیبراژد
لیبراژد شهری است در خاور کشور آلبانی.
این شهر مرکز استان لیبراژد آلبانی است.